# Goodyear Village, Arizona
Goodyear Village je naseljeno područje za statističke svrhe u američkoj saveznoj državi Arizona. Prema popisu stanovništva iz 2010. u njemu je živjelo 457 stanovnika.